# Probiano (prepósito)
Probiano (em latim: Probianus) foi um oficial romano de meados do século IV, provavelmente ativo durante o reinado dos imperadores Valentiniano I (r. 364–375) e Valente (r. 364–378). Segundo um selo num tijolo, era prepósito da Panônia II. Ele possivelmente estava envolvido na construção de fortificações sob Valentiniano.